# Brandschutzbeauftragter
Ein Brandschutzbeauftragter ist eine vom Arbeitgeber schriftlich beauftragte und speziell ausgebildete Person, die in einem Unternehmen den betrieblichen Brandschutz wahrnimmt. Der Schwerpunkt der Tätigkeit liegt dabei beim vorbeugenden Brandschutz.
Je nach gesetzlichen Voraussetzungen, die in den einzelnen Staaten verschieden sind, können diese Unternehmerpflichten/Aufgaben, durch Bestellung eines eigens ausgebildeten Mitarbeiters oder auch durch einen extern bestellten Brandschutzbeauftragten erfüllt werden. Auch von der Feuerversicherung des Unternehmens kann die Bestellung einer geeigneten Person bei der Festsetzung der Höhe der Prämie berücksichtigt werden.

## Aufgaben
Der Brandschutzbeauftragte sollte den Brandschutz-Verantwortlichen eines Betriebes (Arbeitgeber/Unternehmer, Betriebsleiter, Behördenleiter) als zentraler Ansprechpartner für alle Brandschutzfragen im Betrieb beraten und unterstützen. Dabei sollte er als sogenannte Stabsfunktion direkt dem Unternehmer/Arbeitgeber beratend zur Seite stehen. Der Brandschutzbeauftragte ist in der Regel daher kein Linienvorgesetzter und nicht weisungsbefugt.
Auf Grund gleicher Aufgabenstellung in den verschiedenen Staaten ist auch die Aufgabenliste überall ähnlich. Beispielhaft beschreibt die deutsche Aufgabenliste der vfdb 12/09-01:2009-03 die – ausschließlich  beratende und koordinierende – Tätigkeit eines Brandschutzbeauftragten wie folgt:
- Erstellen/Fortschreiben der Brandschutzordnung (Teile A, B, C)
- Mitwirken bei Beurteilungen der Brandgefährdung an Arbeitsplätzen
- Beraten bei feuergefährlichen Arbeitsverfahren und bei dem Einsatz brennbarer Arbeitsstoffe
- Mitwirken bei der Ermittlung von Brand- und Explosionsgefahren
- Mitwirken bei der Ausarbeitung von Betriebsanweisungen, soweit sie den Brandschutz betreffen
- Mitwirken bei baulichen, technischen und organisatorischen Maßnahmen, soweit sie den Brandschutz betreffen
- Mitwirken bei der Umsetzung behördlicher Anordnungen und bei Anforderungen des Feuerversicherers, soweit sie den Brandschutz betreffen
- Mitwirken bei der Einhaltung von Brandschutzbestimmungen bei Neu-, Um- und Erweiterungsbauten, Nutzungsänderungen, Anmietungen und Beschaffungen
- Beraten bei der Ausstattung der Arbeitsstätten mit Feuerlöscheinrichtungen und Auswahl der Löschmittel
- Mitwirken bei der Umsetzung des Brandschutzkonzeptes
- Kontrollieren, dass Flucht- und Rettungspläne, Feuerwehrpläne, Alarmpläne usw. aktuell sind, ggf. Aktualisierung veranlassen und dabei mitwirken
- Planen, organisieren und durchführen von Räumungsübungen
- Teilnehmen an behördlichen Brandschauen und Durchführen von internen Brandschutzbegehungen
- Melden von Mängeln und Maßnahmen zu deren Beseitigung vorschlagen und die Mängelbeseitigung überwachen
- Aus- und Fortbildung von Beschäftigten in der Handhabung von Feuerlöscheinrichtungen sowie Beschäftigte mit besonderen Aufgaben im Brandfall (Brandschutzhelfer)
- Unterstützen der Führungskräfte bei den regelmäßigen Unterweisungen der Beschäftigten im Brandschutz
- Prüfen der Lagerung und/oder der Einrichtungen zur Lagerung von brennbaren Flüssigkeiten, Gasen usw.
- Kontrollieren der Sicherheitskennzeichnungen für Brandschutzeinrichtungen und für die Flucht- und Rettungswege
- Überwachen der Benutzbarkeit von Flucht- und Rettungswegen
- Organisation und Sicherstellung der Prüfung und Wartung von brandschutztechnischen Einrichtungen
- Kontrollieren, dass festgelegte Brandschutzmaßnahmen insbesondere bei feuergefährlichen Arbeiten eingehalten werden
- Mitwirken bei der Festlegung von Ersatzmaßnahmen bei Ausfall und Außerbetriebsetzung von Brandschutztechnischen Einrichtungen
- Unterstützen des Unternehmers bei Gesprächen mit den Brandschutzbehörden und Feuerwehren, den Feuerversicherern, den Berufsgenossenschaften, den Gewerbeaufsichtsämtern usw.
- Stellungnahme zu Investitionsentscheidungen, die Belange des Brandschutzes am Standort betreffen
- Dokumentieren aller Tätigkeiten im Brandschutz

## Pflicht zur Bestellung
In Deutschland besteht keine generelle Pflicht zur Bestellung eines Brandschutzbeauftragten. Jedoch können die Bundesländer in ihrem jeweiligen Baurecht die Bestellung vorschreiben. Dies trifft insbesondere bei Krankenhäusern, größeren Verkaufsstätten und größeren Industriebauten zu, da aufgrund der hohen Personenzahl in diesen Gebäuden mit erhöhten Gefahren zu rechnen ist. Zudem kann die zuständige Baubehörde bei Sonderbauten einen Brandschutzbeauftragten fordern.
Die Beauftragung des Brandschutzbeauftragten sollte zwischen Unternehmer und Brandschutzbeauftragtem unter Nennung des Zuständigkeitsbereiches (Unternehmen, Werksteil, Gebäude oder Abteilung), einer Aufgabenbeschreibung und dem veranschlagten Zeitbedarf in schriftlicher Form erfolgen. (DGUV Information 205-003 „Aufgaben, Qualifikation, Ausbildung und Bestellung von Brandschutzbeauftragten“). Große Unternehmen verfügen üblicherweise über fest angestellte Brandschutzbeauftragte. In kleineren Unternehmen üben oftmals eine Führungskraft oder beauftragte Angestellte diese Tätigkeit neben ihrer Haupttätigkeit aus. Bei Bedarf bietet es sich auch an, auf einen externen Brandschutzbeauftragten zurückzugreifen.
In Österreich wird im Zuge einer Betriebsstättengenehmigung durch die Gewerbebehörde mindestens ein Brandschutzbeauftragter vorgeschrieben. Diese Anforderung kann aber noch um die Aufstellung einer Betriebsfeuerwehr verstärkt werden.

## Ausbildung

### Deutschland
Verpflichtende Regelungen zur Ausbildung gibt es nicht. Es sollte darauf geachtet werden, dass die Lehrgangsinhalte sich an dem Ausbildungsmodell der CFPA-Europe, den Berufsgenossenschaftlichen Informationen (BGI), beziehungsweise an den Leitlinien der Vereinigung zur Förderung des Deutschen Brandschutzes Richtlinie 12-09/01-2009-03: Bestellung, Aufgaben, Qualifikation und Ausbildung von Brandschutzbeauftragten orientieren.
Danach dauert die Ausbildung zum Brandschutzbeauftragten mindestens 64 Lehreinheiten à 45 Min. (max. 10 Lehreinheiten pro Tag) und schließt mit einer mündlichen und schriftlichen Prüfung ab. Voraussetzung für die Teilnahme an der Ausbildung ist eine abgeschlossene Berufsausbildung oder eine gleichwertige Ausbildung.
Ohne Lehrgang zum Brandschutzbeauftragten können nach vfdb 12/09-01-2009-03 nur bestellt werden:
- Personen mit einer abgeschlossenen Ausbildung zum gehobenen und höheren feuerwehrtechnischen Dienst,
- Personen mit einer abgeschlossenen Ausbildung zum mittleren feuerwehrtechnischen Dienst für   hauptamtliche Kräfte, wenn sie hauptamtlich für den betreffenden Betrieb tätig sind und die Kenntnisse der Brandschutzbeauftragten-Ausbildung nachweisen können
- Personen mit abgeschlossenem Hochschul- oder Fachhochschulstudium in der Fachrichtung Brandschutz.

Eine verkürzte Ausbildung für Fachkräfte für Arbeitssicherheit ist aufgrund der weggefallenen
Brandschutzinhalte in der reformierten Ausbildung nicht mehr vorgesehen. Jedoch können in der Ausbildung zum Brandschutzbeauftragten die Lehrinhalte an Vorkenntnisse der Teilnehmergruppe oder an betriebsspezifische Gefahren und Gegebenheiten angepasst oder Themenschwerpunkte gebildet werden.

### Österreich
In Österreich werden die Ausbildungen von verschiedenen Institutionen durchgeführt, wie in den Wirtschaftsförderungsinstituten der Wirtschaftskammern oder den Feuerwehrschulen. Sie kann aber auch von privaten Unternehmen durchgeführt werden. Als Regelwerk für die Ausbildung von Brandschutzbeauftragten wird in ganz Österreich die TRVB O 117, Ausgabe 2006 herangezogen. In dieser Richtlinie, welche vom österreichischen Bundesfeuerwehrverband und den österreichischen Brandverhütungsstellen herausgegeben wurde, findet sich ein modularer Ausbildungsplan.

#### Module und Seminare
- Modul 1:

Brandschutzwart
Es sind keine Voraussetzungen notwendig. Nach positivem Abschlusstest erhält der Auszubildende einen Brandschutzpass, der für 5 Jahre gültig ist und mit entsprechenden Fortbildungen lt. TRVB O 117 um jeweils weitere 5 Jahre ab Fortbildungstag verlängert wird.
- Modul 2:

Brandschutzbeauftragter
Voraussetzung ist das Modul 1. Nach erfolgreicher Prüfung ist der Auszubildende berechtigt, zum Brandschutzbeauftragten bestellt zu werden. Er darf jedoch seine Pflichten erst nach den objektspezifischen Seminaren wahrnehmen (siehe Nutzungsbezogene und Technische Seminare). Das Gleiche gilt für den Brandschutzbeauftragten-Stellvertreter, Genaueres in der TRVB O 117.
- Modul 3:

Brandschutzgruppe
Voraussetzung ist das Modul 1. Brandschutzgruppen sind eine „Betriebsfeuerwehr light“. Sie unterstützen im Ernstfall den Brandschutzbeauftragten.
- Nutzungsbezogene Seminare

1. N1: Betriebe mit besonderer Personengefährdung (Hotels, Schulen, Universitäten, Bürogebäude, Veranstaltungsstätten, Wohnhausanlagen, Verkaufsstätten, Hochhäuser,..)
2. N2: Betriebe mit erhöhter Brandgefahr (Gewerbe- und Industrieanlagen, Holz- und Papierverarbeitende Betriebe,...)
3. N3: Betriebe mit besonderen Gefährdungen (wie Krankenhäuser, Pflegeheime, Strafvollzugsanstalten, ....)
4. N4: Betriebe mit besonders schutzwürdigen Einrichtungen (wie historische Bauten, EDV-Räume,....)

- Technikseminare

1. Brandmeldeanlage
2. Rauch- und Wärmabzugsanlagen
3. Sprinkleranlagen
4. Gaslöschanlagen

## Fortbildung
Die Ausbildung zum Brandschutzbeauftragten kann nur als Grundlage für dessen Tätigkeit angesehen werden. Eine regelmäßige Fortbildung ist zur qualifizierten Aufgabenbewältigung erforderlich. Daraus ergibt sich, dass der Brandschutzbeauftragte seine Sach- und Fachkunde im Bereich des betrieblichen Brandschutzes den aktuellen Erfordernissen sowie den sich ändernden Regelwerken und Vorschriften anpassen bzw. regelmäßig auffrischen muss.
Die Richtlinie vfdb 12-09/01-2009-03 – Bestellung, Aufgaben, Qualifikation und Ausbildung von Brandschutzbeauftragten sieht dafür den Besuch von themen- oder branchenbezogenen Seminaren zum anlagentechnischen, organisatorischen und baulichen Brandschutz, branchenbezogene Seminare zum Brandschutz, von Spezialisierungsseminaren (Katastrophenschutz, Räumung und Evakuierung, Luftfahrt, Bahn usw.) oder von Fachtagungen mit insgesamt mindestens 16 Lerneinheiten à 45 Minuten innerhalb von drei Jahren vor.